# Міядзакі Ясусада

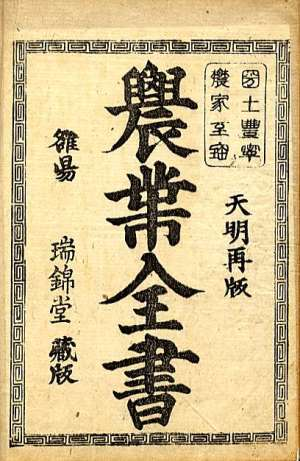
«Збірка творів з сільського господарства» — основна праця Міядзакі Ясусади.

Міядзакі Ясусада　(яп. 宮崎安貞, みやざきやすさだ, 1623 — 8 вересня 1697) — японський агроном періоду Едо.

## Короткі відомості
Міядзакі Ясусада народився 1623 року в західнояпонській провінції Акі. Його батько, Міядзакі Ґіемон, був самураєм Хіросіма-хану.
У віці 25 років Ясусада переїхав на острів Кюсю, до провінції Тікудзен. Там він поступив на службу до роду Курода в Фукуока-хані, отримавши 200 коку річного доходу. У 30 років Ясусада вийшов у відставку і поселився в селі Мьобара повіту Сіма провінції Тікудзен. Після цього впродовж 40 років Ясусада займався сільським господарством і наставництвом селян, піднімаючи цілину та вирощуючи ліси. Для підвищення ефективності праці він відвідував найпередовіші сільськогосподарські райони Японії, зустрічався із досвідченими селянами і збирав корисні відомості агрономічного характеру.
Перед смертю, у вересні 1697 року Ясусада видав «Збірку творів з сільського господарства», яка мала великий вплив на подальший розвиток сільського господарства в Японії. При складанні «Збірки» йому допомагали старший брат Міядзакі Ракуен та Кайбара Екіін.
Міядзакі Ясусада помер 8 вересня 1697 року. Похований у сучасному районі Нісі міста Фукуока.